# Диалект Киото
Диалект Киото (яп. 京言葉 кё:котоба, киотоские слова), говор Киото (яп. 京都弁 кё:тобэн) — один из диалектов японского языка, распространённый в Киото. В узком смысле термин означает наречие старой части города Киото, в широком — говор всей старой провинции Ямасиро. В старину носил название «кёдан» (яп. 京談 кё:дан, киотоский или столичный разговор). Относится к кансайским диалектам. Носителями японского считается «утончённым» и «аристократическим».

## Краткий очерк
Диалект Киото оформился около тысячи лет назад, когда старый Киото стал столицей Японии. До второй половины периода Эдо кё-бэн оставался фактически литературным языком Японии. Этот диалект является одним из родоначальников современного литературного японского языка, хотя следует отметить, что на последний в той или иной мере повлияли почти все диалекты. 
Жители Киото гордятся своим акцентом, который в остальной Японии считается «элитарным» и «вежливым». Согласно компаративисту Минору Умэгики, произношение согласных звуков в диалекте изменилось из-за желания говорящих быть учтивыми: темп речи из-за этого замедлился, лексически закрепилась обходительность, у носителей окружением поощрялась женственность и мягкость. Наиболее ярко эти особенности проявляются у работников старого Киото, например, майко, а темп повседневной речи горожан значительно быстрее (хотя акцент в ней остаётся выражен). 
С периода Хэйан кё-бэн всё время менялся, архаичных выражений в нём немного. В период Мэйдзи говор Киото претерпевал значительные изменения: к примеру, известные глаголы «досу», «ясу», «хару» получили распространение именно во время Бакумацу. В начале XXI века наречие Киото, вместе с остальными диалектами Кансая продолжают изменяться.
Сегодня аутентичный кё-бэн можно услышать только на о-дзасики с гейшами и в разговоре с пожилыми жителями города. Исследование 1993—1994 годов показало, что «досу» вместо общеяпонского «дэсу» постоянно используют 49,2% респондентов 80—90 лет, а 54,0% молодёжи о таком слове даже не слышали.

## Классификация
Диалект Киото зародился в императорском дворце из говора знати (яп. 公家言葉 кугэ котоба), также известного как придворная речь (яп. 御所言葉 госё котоба), а также говора улиц (яп. 町ことば матикотоба). Первый использовался при дворе, а также кугэ, фрейлинами и знатью в период Муромати, сегодня ограниченно употребляется в храмовых богослужениях. Второй можно услышать у профессиональных рассказчиков.
Классификация говоров кё-бэна производится в зависимости от района употребления.
- Диалект Накагё (яп. 中京ことば накагё:котоба) — распространён в Накагё-ку, особенно на торговых улицах, соседних с Муромати-доори (яп. 室町通) и Симмати-доори (яп. 新町通り).
- Диалект ремесленников (яп. 職人ことば сёкунин котоба) — особый диалект ткачей и красильщиков шёлка Нисидзина.
- Диалект ханамати (яп. 花街ことば ханамати котоба) — наречие гейш и майко Гиона и Миягава-тё (и прочих лиц, имеющих отношение к культуре гейш). При разговоре носители этого диалекта сопровождают речь жестикуляцией, называемой «мибуриго» (яп. 身振り語). В Симабаре также имелся собственный диалект, намасу котоба (яп. 廓言葉, речь квартала публичных домов).
- Диалект ремесленников, изготовителей традиционных вещей (яп. 伝統工芸語 дэнто:ко:гэй го).
- Диалект красильщиков шёлка и изготовителей традиционной керамики (яп. 職業語 сёкугё:го).
- Диалект крестьян (яп. 農家ことば но:ка котоба) — речь живших вблизи Киото крестьян.

## Произношение
Причиной мнения о том, что киотоский диалект звучит элегантно, являются особенности произношения: долгие гласные, эвфония, а также замедленный темп речи.

### Гласные звуки
Долгие «у» и «о» произносятся кратко, например, школа (яп. 学校 гакко:) произносится «гакко». Желтодревесник перечный (яп. 山椒 сансё:) произносится «сансё». Односложные слова, напротив, растягиваются: комар (яп. 蚊 ка) произносится «ка:», поле (яп. 野 но) — «но:».
Кроме того, звук «и» превращается в «э»: «вши» (яп. 虱 сирами) произносится как «сирамэ». Иногда встречаются переходы «э» в «и», «у» в «о» и обратно. Дифтонги часто упрощаются: «видеться» (яп. 見える миэру) произносится «мэ:ру»。

### Согласные звуки
Слог «си» (яп. シ) в Киото произносят как çi, из-за чего слово «грубость» (яп. 失礼 сицурэй) звучит как «хицурэй». Звук [s] превращается в ʃi, [m] — в [b], имеются и другие фонетические законы.

### Эвфония
Обилие эвфонических изменений — характерная черта кансайских диалектов.
- Изменение на «у»:
  - «Становиться светлым» (яп. 明るくなる акарукунару) → яп. 明るうなる «акару:нару»;
  - «Красиво цвести» (яп. 美しく咲く уцукусикусаку) → яп. 美しゅう咲く «уцукусю:саку»;
  - «Очень хотеть спать» (яп. 眠たくて仕方ない нэмутакутэ сикатанай) → яп. 眠とうて仕方ない, «нэмуто:тэ сикатанай»;
  - «Красить в красный» (яп. 赤く染める акакусомэру) → яп. あこう染める «ако:сомэру».

- Удвоение:
  - «Клёвая штука!» (яп. 偉い事や эрай кото я) → яп. 偉いこっちゃ, «эрай коття»;
  - «Постарайся; удачи» (яп. おきばりやす окибариясуя) → яп. おきばりやっしゃ, «окибариясся».

- Назализация:
  - «Внезапный вопрос» (яп. 付かぬ事 цуканукото) → яп. 付かん事, «цуканкото»;
  - «Монах» (яп. 坊さん бо:-сан) → яп. ぼんはん, «бон-хан».

### Ударение
Диалект Осаки и прочие осакско-киотоские говоры известны особым ударением, причём существует две разновидности — западная и восточная. Часто высокое ударение получает суффикс:
- неударный суффикс «масита» (яп. ました) получает ударение на первом слоге

яп. 食べました → (яп. 食べました);
- неударный суффикс «хатта» (яп. はった) получает ударение на первом слоге

яп. 食べはった → яп. 食べはった;
- полная смена интонационного рисунка

яп. とうきょお → яп. とおきょお;
яп. あたま → яп. あたま.
В последнее время западная и восточная разновидности сближаются.

## Грамматика

### Спряжение
- Как и в литературном японском, в повелительном наклонении часто опускается -насай (яп. なさい):

Скорее бежим (яп. 走り早うし хасирихаё:си) вместо яп. 走り早うしなさい «хасирихаё:синасай».
- Отрицательный вспомогательный глагол «хэн» (яп. へん) относится к строке «а» годзюона. В осакском диалекте имеются глаголы, аналогичные «икахэн» (яп. 行けへん), «хасирахэн» (яп. 走れへん) и относящиеся к строке «э». В Киото эти глаголы относятся к ряду «э» и произносятся точно как литературные глаголы «хасирэнай» (яп. 走れない не мочь бежать) и «икэнай» (яп. 行けない не мочь идти), что вызывает коммуникативные проблемы.

Примеры отрицательных глаголов: яп. あらへん, яп. 走らへん, яп. 行かへん.
- У неправильных глаголов на «са» и «ка» отрицательное наклонение часто образуется удлинением последнего гласного в форме на «и» и добавлением суффикса яп. ひん «хин». В осакском диалекте, соответственно, такие глаголы образуются по схеме «удлинённый гласный формы на „э“ + яп. へん».

яп. しーひん вместо яп. しない; яп. きーひん вместо яп. 来ない.
- В правильных глаголах первого склонения при просьбе не происходит удлинения последнего гласного: не яп. よう, а яп. よ.

яп. 走ろ (вместо яп. 走ろう) яп. 行こ (вместо яп. 行こう); яп. 見よ (вместо яп. 見よう); яп. 寝よ (вместо яп. 寝よう).

### Вероятностная форма
Аналогично литературному языку, вероятностная форма образуется добавлением яп. れる и яп. られる. Отрицательное наклонение — добавлением яп. れへん и яп. られへん.
Невозможность совершения действия выражаются добавлением яп. よう- … -ん и яп. よう- … -ひん.
«Не могу бежать» (яп. よう走らん ё:хасиран), «Не могу спать» (яп. よう寝ん ё:нэмуран),  (яп. よう起きひん ё:ококихин).

### Кэйго
Долгое время говор императорского дворца и двора, «нёбо-котоба», оказывал влияние на речь простых людей; увеличивалось использование вежливых формул. Женский язык вызвал лексические изменения: вместо грубого сегодня «жрать; есть» (яп. 食う ку:) стали говорить «есть; кушать» (яп. 食べる табэру); вместо «вкусный» (яп. 旨い умай) — «лакомый» (яп. 美味しい ойсий); к другим словам начали прибавлять вежливую приставку «о-» и суффикс «-сан»: «бобы» (яп. お豆さん о-мамэ-сан) вместо яп. 豆 «мамэ».
| Особенность                                             | Объяснение | Пример |
| ------------------------------------------------------- | --- | --- |
| «хару» (яп. …はる)                                      | Вариант глагола «насару» (яп. 為さる), в кансайских диалектах произносился сперва «нахару», а затем «хару». Используется в повседневной речи в качестве «почтительного» (яп. 尊敬語 сонкэйго) эквивалента глагола «суру» («делать») и уровень его вежливости в регионе снизился. Он стал употребляться не только в разговоре о действиях находящегося на более высокой ступени иерархии человека, но и в речи об обслуживающем персонале и родственниках, более того, животных, погоде и так далее. | «Я приеду» (яп. 乗って来はるわ ноттэкихару ва) вместо литературного (яп. 乗ってやってくるよ ноттэяттэкуру ё) |
| «о… ясу» (яп. お…やす)                                  | Имеет более высокий уровень вежливости, чем «хару». Используется для мягких просьб и в приветствиях. Имеется вариант «ясся» (яп. やっしゃ). | «Пожалуйста, возьмите! (яп. 持っといておくれやっしゃ моттоитэокурэясся) вместо яп. 持っておいて下さいよ «Пожалуйста, слушайте внимательно!» (яп. ちゃんと聞いといとくれやっしゃ тянто киитоитокурэясся) вместо яп. ちゃんと聞いていて下さいよ «Добро пожаловать!» (яп. お越しやす окосиясу) вместо яп. いらっしゃいませ «Пожалуйста, садитесь» (яп. おかけやしとおくれやす окакэясито-окурэясу) вместо яп. どうぞお掛けくださいませ. |
| …тоиясу (яп. …といやす)                                 | Стяжение «-тэоиясу» | «Пришёл» (яп. しといやした ситоиясита) вместо яп. してらっしゃいました |
| «…тэоми» (яп. …ておみ (て御見)); «…тооми» (яп. …とおみ) | Заменитель «…тэ горан». | «Взгляните» (яп. 見とおみ митэоми) вместо яп. 見てごらん |
| «…ёси» (яп. …よし)                                      | Мягкая просьба равному или низшему | «Пойдём быстрее» (яп. はよ行きよし хаё икиёси) вместо яп. 早く行きなさい |
| «…осу» (яп. …おす)                                      | Вежливый заменитель глагола «существовать» (яп. ある ару); в Осаке используется аналог «ома[су]» (яп. おま（す）). | «Никого нет» (яп. 誰もおへん дарэмо охэн); «вкусно» (яп. おいしおすなぁ оисиосуна:) |
| «…досу» (яп. …どす)                                     | Вариант связки «дэсу», используемый в Киото (в Осаке используют «дасу»), одна из наиболее известных особенностей киотоского диалекта. Является стяжением «-дэ + осу»; иногда встречается вариант «дофу» (яп. どふ). Со второй половины периода Эдо по период Сёва частица «досу» использовалась всеми слоями общества, сейчас её постоянно употребляют пожилые киотосцы, а также гэйко и майко | «Нельзя тянуть время» (яп. 気ぃ張ってなあかんのどすね ки:баттэна акан но досу нэ) вместо яп. 気張るはだめです «Поздравляю» (яп. おめでとうさんどす омэдэто:-сан досу) вместо яп. おめでとう御座います «Вот как [было] (яп. そうどした со: досита) вместо яп. そうだった |

### Эвфемизация
В просьбах и при отказе не используется прямое выражение мыслей, предпочтение отдаётся эвфемизмам. К примеру, вместо «сделайте, пожалуйста» (яп. して下さい ситэ кудасай), используется «не соблаговолите ли совершить» (яп. してもら（え）やしまへんやろか ситэ мораэмахэн яро ка). Аналогично, при отказе говорят не «нет», а «спасибо» (яп. おおきに ооки ни) или «я подумаю» (яп. 考えときまっさ осиэтокимасса). Часто вместо отказа следует молчание, либо вежливый отказ. Случается, что не знающие особенностей диалекта люди принимают ответы носителей за сарказм. Примером вежливого отказа является выражение «Нужно спросить мужа» (яп. 主人に訊かなければ分からない сюдзин ни киканакэрэба вакаранай), означающая отказ.

### Бубудзукэ
Широко известен киотоский способ намекнуть засидевшимся гостям на то, что пора уходить — предложить им бубудзукэ, намекая на то, что больше в доме ничего не осталось. Предполагается, что гость, услышав предложение отведать бубудзукэ, немедленно откажется, чтобы не показаться навязчивым.
Эпизод с бубудзукэ есть в рассказе писателя Ко Китамори Киотоская тайна.

## Лексика
Существуют типично киотоские диалектизмы (записываются хираганой):
- «...я-сакаини...» — ..., потому что... (яп. ...やさかいに...) (в литературном языке ...だから... (яп.  ...да кара...))
- «оцуму» — «голова» (яп. 頭 атама);
- «оцукури» — сасими (яп. 刺身);
- «онэмодзи» — лук-батун (яп. 葱 нэги);
- «оагэсан» — тофу, жаренное в масле (яп. 油揚げ абураагэ);
- «окудосан» — кухонная печь (яп. 竃 камодо)

### Редупликативные слова
При редупликации значение слова акцентируется:
- «Прошу вас, пожалуйста, послушайте» (яп. 承りましてございますでございます укэтамаваримаситэ годзаимасу дэ годзаимасу);
- «Твёрдо, настойчиво говорить» (яп. キツキツ言う кицу-кицу иу);
- «Становиться красным-красным» (яп. 赤こ赤こなってきてますえ ако-ако наттэкитэмасуэ).

### Ономатопоэтические слова
В диалекте Киото в большом количестве используются характе́рные звукоподражательные слова, которые формируют типичный местный темп речи: «тарахтеть» (яп. ガタガタ гата-гата), «бросать взгляд» (яп. ミルミル мирумиру). Их активное употребление в Киото не считается безвкусным, в отличие от литературного языка.